# (13520) Félicienrops
Pour les articles homonymes, voir Rops.
(13520) Félicienrops est un astéroïde de la ceinture principale découvert le 15 novembre 1990 par l'astronome belge Éric Elst. Sa désignation provisoire était 1990 VC6.
Il porte le nom du peintre belge Félicien Rops (1833-1898).